# Petit-Palais-et-Cornemps
Petit-Palais-et-Cornemps – miejscowość i gmina we Francji, w regionie Nowa Akwitania, w departamencie Żyronda.
Według danych na rok 1990 gminę zamieszkiwało 565 osób, a gęstość zaludnienia wynosiła 39 osób/km². Wśród 2290 gmin Akwitanii Petit-Palais-et-Cornemps plasuje się na 666. miejscu pod względem liczby ludności, natomiast pod względem powierzchni na miejscu 787.